# Bandera d'Andalusia
La bandera d'Andalusia, segons la defineix l'article 6.1 de l'Estatut d'Autonomia d'Andalusia.
| « | ... és la tradicional formada per tres franges horitzontals —verda, blanca i verda— d'igual amplària, tal com va ser aprovada a l'Assemblea de Ronda de 1918. | » |

A ambdues cares i en situació centrada es reprodueix l'Escut Oficial d'Andalusia que té una altura de dues cinquenes parts de l'amplària de la bandera.
Tant la bandera com l'himne i l'escut van ser adoptats per la Junta Liberalista d'Andalusia a l'Assemblea de Ronda de 1918, on es va proclamar que d'ara endavant la bandera d'Andalusia consistiria en tres franges horitzontals del mateix ample, verda, blanca i verda. Blas Infante va ser el responsable directe de la creació de la bandera, el disseny de la qual va justificar pel verd, el color dels Omeia, i el blanc, propi de l'Imperi Almohade, períodes que des de la seva òptica van ser dues de les èpoques de major esplendor d'un poder polític centrat en l'actual Andalusia. Segons aquesta idea, a la tonalitat de verd triada la hi va denominar "verd omeia", i aquesta denominació ha estat reconeguda oficialment mitjançant el Decret 212/1983.
Al costat d'aquest significat "històric" coexistiria un significat "simbòlic", que identifica al verd amb l'esperança i al blanc amb la pau, com recull la lletra de l'himne: 
| « | La bandera blanca y verde vuelve tras siglos de guerra a decir paz y esperanza bajo el sol de nuestra tierra. | » |

## Vincles històrics

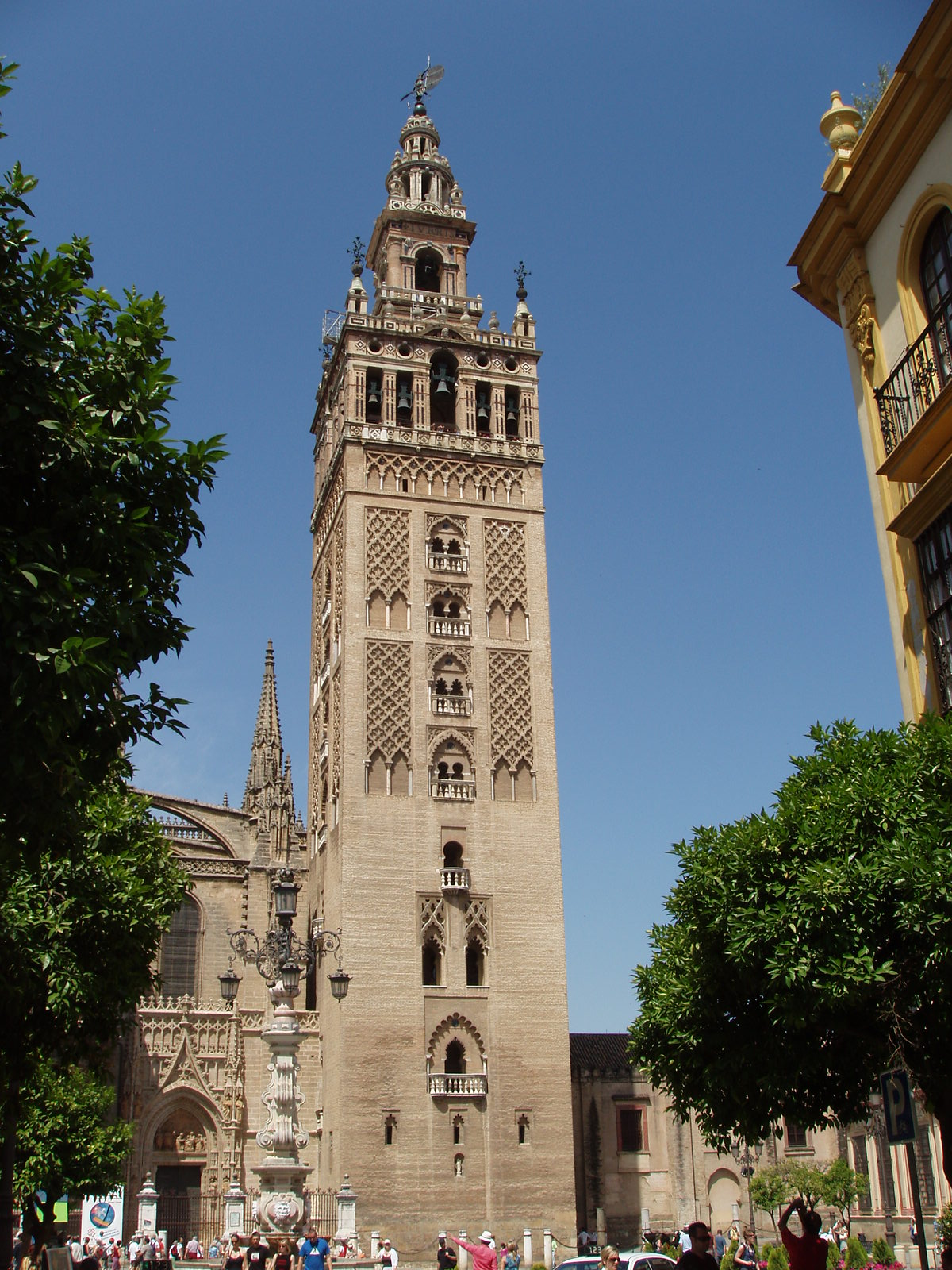
Minaret de la mesquita major de Sevilla.

Blas Infante va escriure que la idea de la bandera andalusa la hi va suggerir una manifestació reivindicativa de les dones de Casares que portaven una bandera verda i blanca, en dues franges horitzontals. Malgrat això va justificar l'elecció dels colors verd i blanc per a la bandera d'Andalusia atenent a diverses referències històriques sobre el seu ús a Andalusia.

Bandera de les dones de la Comuna de Casares.

Segons Infante, el 1195, després de la victòria almohade a la batalla d'Alarcos, sobre el minaret de la mesquita major de Sevilla va onejar una ensenya verda (color de l'islam) al costat d'una altra blanca per celebrar la victòria.
També existeix una llegenda segons la qual un santó que predicava als pobles de la serralada de l'Atles va tenir una visió en la qual un àngel li revelava un imperi unit ambdós marges de l'Estret de Gibraltar, amb el verd paradís de l'Àndalus i el blanc Magrib dels almohades, llegenda probablement inspirada per la visió dels dos estendards sobre el minaret (Ramos 1987).

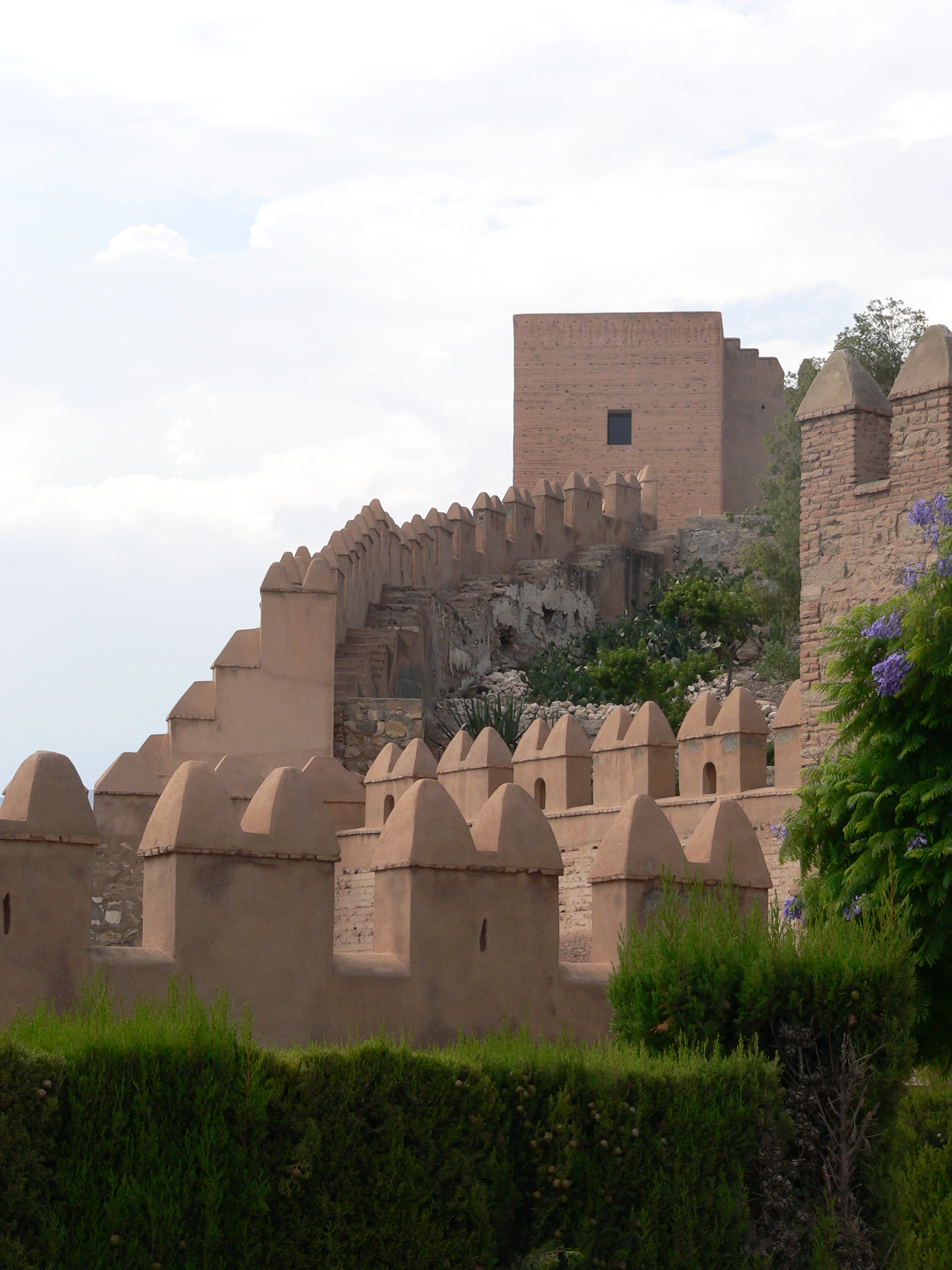
L'alcassaba d'Almeria.

També hi ha un poema d'Abu Asbag Ibn Arqam, poeta natural de Guadix i visir del rei Muhàmmad ibn Man al-Mútassim de la taifa d'Almeria, que esmena una bandera verdiblanca d'aquesta manera:
| « | Una bandera verda que s'ha fet de l'aurora blanca un cinturó, desplega sobre teu un ala de delícia, que t'asseguri la felicitat en concedir-te un esperit triomfant. | » |

D'altra banda, encara que l'estendard del regne de Granada era vermell, dels vint-i-dos estendards presos pel Comte de Cabra a Boabdil en 1483, divuit ostentaven els colors verd i blanc. Alhora, verd va ser l'estendard que els Reis Catòlics van donar a Granada a les Guàrdies Velles de Castella.
En 1521, el poble de Sevilla, amotinat contra la manca d'aliments, va recórrer els carrers precedida per un estendard verd pres als moros per Alfons X de Castella, i que es custodiava a l'església de l'Omnium Sanctorum, episodi conegut com el Motí del pendó verd (Ramos 1987).
Durant la Conspiració independentista d'Andalusia en 1641, una bandera partida verticalment de verd i blanc va ser el senyal de l'aliança entre el Duc de Medina-Sidonia amb els moriscs d'Al-Hörr, que s'alçarien a Andalusia Oriental.

## Altres Banderes

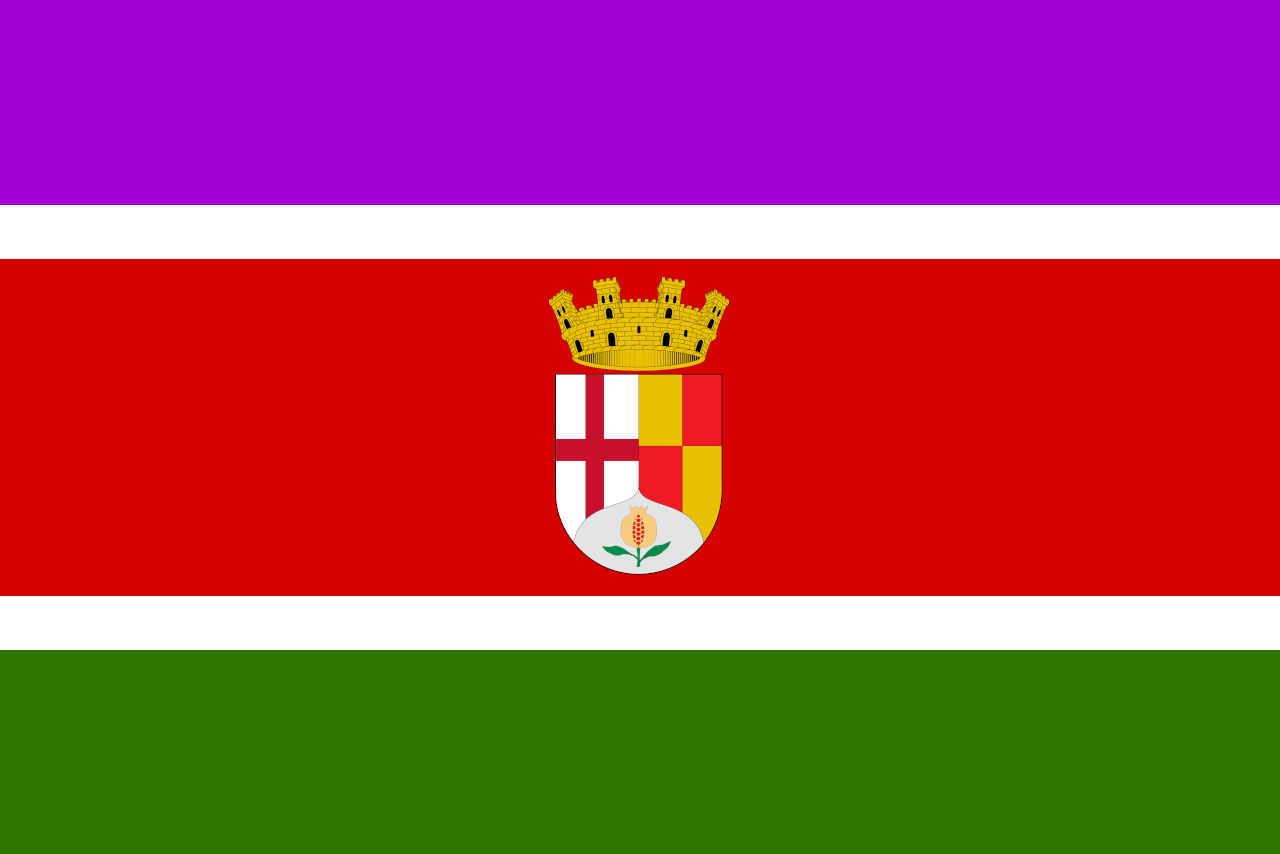
Bandera proposada per l'Andalusia Occidental.
Bandera de l'Andalucia Oriental proposada per membres de l'UCD durant la Transició Espanyola.
Bandera nacionalista andalusa utilitzada per Nación Andaluza.
Altra bandera nacionalista andalusa.
Bandera d'Andalusia sense escut